# Samsung Galaxy Z Flip
O Samsung Galaxy Z Flip é um smartphone Android desenvolvido pela Samsung Electronics. Foi apresentado em 11 de fevereiro de 2020, juntamente com a família Galaxy S20, e lançado em 14 de fevereiro de 2020.
Ao contrário do Galaxy Fold, o dispositivo dobra-se verticalmente e utiliza uma sobreposição de vidro híbrido com a marca “Infinity Flex Display” e também pode utilizar 2 aplicações ao mesmo tempo, dividindo o ecrã.